# Associazione Sportiva Lodigiani 1986-1987
Questa voce raccoglie le informazioni riguardanti l'Associazione Sportiva Lodigiani nelle competizioni ufficiali della stagione 1986-1987.

## Rosa
| N. |                   | Ruolo | Calciatore              |
| -- | ----------------- | ----- | ----------------------- |
|    | Italia (bandiera) | D     | Fabrizio Biferari       |
|    | Italia (bandiera) | D     | Antonio Bonfili         |
|    | Italia (bandiera) | D     | Marco Culin             |
|    | Italia (bandiera) | P     | Valentino Cuccunato     |
|    | Italia (bandiera) | C     | Fabrizio Di Pietropaolo |
|    | Italia (bandiera) | C     | Giuseppe Ferazzoli      |
|    | Italia (bandiera) | C     | Fabrizio Fioretti       |
|    | Italia (bandiera) | D     | Roberto Fois            |
|    | Italia (bandiera) |       | La Bella                |
|    | Italia (bandiera) | D     | Pierluigi Massimi       |
|    | Italia (bandiera) |       | Montagnani              |

| N. |                   | Ruolo | Calciatore          |
| -- | ----------------- | ----- | ------------------- |
|    | Italia (bandiera) | C     | Massimo Paganucci   |
|    | Italia (bandiera) | C     | Mauro Picconi       |
|    | Italia (bandiera) | C     | Roberto Romualdi    |
|    | Italia (bandiera) | A     | Stefano Sabatini    |
|    | Italia (bandiera) | A     | Andrea Silenzi      |
|    | Italia (bandiera) | A     | Massimo Strozza     |
|    | Italia (bandiera) | P     | Patrizio Tanagli    |
|    | Italia (bandiera) | A     | Marco Tarasconi     |
|    | Italia (bandiera) | D     | Marco Ulisse        |
|    | Italia (bandiera) | D     | Roberto Versiglioni |
|    | Italia (bandiera) | D     | Carlo Vincenzi      |